# Waterkant bij avond
Waterkant bij avond is een tekening van de Nederlandse kunstenaar Theo van Doesburg in het Centraal Museum in Utrecht.

## Voorstelling
Het stelt een watervlakte voor met dicht begroeide oevers. De tekening zit samen met Bospad met huisje in één passe-partout, vermoedelijk sinds de Tentoonstelling van Teekeningen en Schetsen door Theo van Doesburg in de Haagsche Kunstkring in 1908.

## Datering
De tekening wordt op stilistische gronden omstreeks 1904 gedateerd.

## Herkomst
Na Van Doesburgs dood in 1931 kwam het werk in bezit van zijn vrouw Nelly van Doesburg, die het in 1975 aan haar nicht Wies van Moorsel naliet. Van Moorsel schonk het in 1981 aan de Dienst Verspreide Rijkscollecties (nu Rijksdienst voor het Cultureel Erfgoed), die het in 1999 in blijvend bruikleen gaf aan het Centraal Museum.